# Зиновьев, Александр Владимирович (правовед)
Алекса́ндр Влади́мирович Зино́вьев (31 января 1928 — 17 декабря 2009) — советский и российский правовед, доктор юридических наук, профессор, заслуженный деятель науки Российской Федерации. Участник Великой Отечественной войны.

## Биография
Александр Владимирович Зиновьев родился в 1928 году в Ораниенбауме в семье рабочего. Когда началась Великая Отечественная война, ушёл добровольцем на фронт. Оборонял «Ораниенбаумский плацдарм». В 1944 году его тяжело ранили и он был демобилизован. Был награждён 11 медалями. В 1954 году окончил юридический факультет Ленинградского государственного университета. В 1962 году защитил кандидатскую диссертацию. В 1989 году защитил докторскую диссертацию. После окончания университета начал работать в Ленинградской областной коллегии адвокатов. Преподавал в Санкт-Петербургском университете МВД РФ. Написал около 200 научных и научно-методических работ. Первый дал определения понятиям «права человека» и «обязанности человека». Объяснил отличия прав человека от прав гражданина.
Александр Владимирович Зиновьев умер в 2009 году.

## Основные работы
- «Гарантии депутатской деятельности в СССР» (1975);
- «Статус народного депутата СССР (проблемы теории и практики) (1987)»;
- «Конституционность как барометр правовой культуры и основа правового государства» (1999);
- «Основы конституционного права России» (2002);
- «Избирательная система России: теория, практика, перспективы» (2003)
- «Конституционное право России: Учебник» (2010).

## Награды
- Орден Отечественной войны I степени;
- Медаль «За оборону Ленинграда»;
- Медаль «За победу над Германией в Великой Отечественной войне 1941—1945 гг.».